# Władysław Minkiewicz (ur. 1945)
Władysław A. Minkiewicz (ur. 5 lipca 1945 r. w Milanówku) – polski dziennikarz i publicysta sportowy, pracownik Rozgłośni Polskiej Radia Wolna Europa.

## Życiorys
Urodził się w rodzinie Władysława Minkiewicza (1913–1988), żołnierza Armii Krajowej i tłumacza literatury włoskiej (m.in. książek Alberto Moravii i Italo Calvino), oraz Teresy Marii z Małcużyńskich (1915–2001), siostry pianisty Witolda i dziennikarza Karola. Studiował w Szkole Głównej Planowania i Statystyki, od 1966 r. współpracował dziennikarsko z Agencją Interpress, Rozgłośnią Harcerską i miesięcznikiem „Dysk olimpijski”. W 1969 r. wyemigrował do Londynu, uzyskując azyl polityczny. Pracował początkowo fizycznie, a później współpracował m.in. z londyńskim oddziałem Amnesty International, wydawnictwem Polonia Book Fund Ltd. i sekcją polską Radia BBC w Londynie. W latach 1981–1983 był członkiem zarządu „Solidarity with Solidarity”. Od 1984 do 1995 r. pracował w Instytucie Badań i Analiz Radia Wolna Europa w Monachium.
Opublikował książkę Olimpijska gorączka. Dzieje igrzysk inaczej poświęconą historii Igrzysk Olimpijskich od starożytności do czasów współczesnych (wydanie I: Kantor Wydawniczy SAWW, Poznań 1991, ISBN 83-85066-26-8; wydanie II: Polska Oficyna Wydawnicza BGW, Warszawa 1993, ISBN 83-7066-512-8). Posłowie do książki napisał Bohdan Tomaszewski.
W latach 2008–2009, kierując założoną przez siebie firmą Polonia 69 Promotions zorganizował w Monachium koncerty polskich zespołów rockowych (Dżem, Maanam, Budka Suflera, Perfect, Lombard, Turbo).
Członek Stowarzyszenia Pracowników, Współpracowników i Przyjaciół Rozgłośni Polskiej Radia Wolna Europa Imienia Jana Nowaka-Jeziorańskiego w Warszawie.
Mieszka w Monachium.
11 lutego 2016 r. został odznaczony Krzyżem Oficerskim Orderu Odrodzenia Polski.